# خار پنبه
خار پنبه، خار پیرزن، گل گوهری یا گنج گوهر (نام علمی: Onopordum acanthium) نام یک گونه از تیره کاسنیان است که در مناطق آب و هوای گرم و خشک یافت می‌شود. این گیاه در سالن‌ها، کشتزارها و زمین‌های بی آب هم قابل رشد است. گر چه از نظر شباهتی نزدیک به گل خار مریم است ولی نباید این گیاه را با گل خار مریم اشتباه گرفت.

## مشخصات
گیاه خار پنبه یک گیاه علفی است
برخی ویژگی‌های این گیاه عبارتند از:
- برگ‌های بلند و تیز روی ساقه‌ها که اغلب با خارهای تیز پوشیده شده‌اند.
- ساقه‌های بلند و مستقیمی که به ارتفاع ۲ تا ۳ متر نیز می‌رسند.
- گل‌های بزرگ و نوک تیز آن معمولاً به رنگ بنفش یا صورتی هستند.
- تولید میوه در نوک ساقه‌ها که به دلیل داشتن الیاف طولانی و تیز، ممکن است با پشم و پوستهای حیوانات خارش و التهاب ایجاد کند.

همچنین، یک گیاه علفی مزاحم در باغ‌ها و مزارع هم است، زیرا می‌تواند به سرعت منابع آب را اشغال کرده و رشد دیگر گیاهان را مختل کند. برای کنترل این گیاه می‌توان از روش‌های شیمیایی یا مکانیکی مانند خراشیدن ساقه‌ها و ریشه‌ها استفاده کرد.